# Lista dos maiores estádios de rugby do mundo
Lista das maiores arenas de Rugby
| Posição | Estádio                       | Capacidade | Cidade         | País          | Time                                                 |
| 1       | Soccer City                   | 94.736     | Johannesburgo  | África do Sul | Seleção Sul-Africana de Rugby Union                  |
| 2       | ANZ Stadium                   | 83.500     | Sydney         | Austrália     | Seleção Australiana de Rugby Union                   |
| 3       | Estádio de Twickenham         | 82.000     | Londres        | Inglaterra    | Seleção Inglesa de Rugby Union                       |
| 4       | Stade de France               | 81.338     | Saint-Denis    | França        | Seleção Francesa de Rugby Union                      |
| 5       | Millennium Stadium            | 74.500     | Cardiff        | País de Gales | Seleção Galesa de Rugby                              |
| 6       | Estádio Olímpico de Roma      | 73.000     | Roma           | Itália        | Seleção Italiana de Rugby                            |
| 7       | Murrayfield Stadium           | 67.800     | Edimburgo      | Escócia       | Seleção Escocesa de Rugby                            |
| 8       | Ellis Park                    | 62.567     | Johannesburgo  | África do Sul | Seleção Sul-Africana de Rugby Union                  |
| 9       | Stade Vélodrome               | 60.013     | Marselha       | França        | Seleção Francesa de Rugby Union                      |
| 10      | Etihad Stadium                | 56.347     | Melbourne      | Austrália     | Seleção Australiana de Rugby Union                   |
| 11      | Estádio Boris Paichadze       | 56.000     | Tbilisi        | Geórgia       | Seleção Georgiana de Rugby Union                     |
| 12      | Estádio da Cidade do Cabo     | 55.000     | Cidade do Cabo | África do Sul | Seleção Sul-Africana de Rugby Union                  |
| 13      | Estádio Nacional de Singapura | 55.000     | Singapura      | Singapura     | Algumas Partidas da Seleção Japonesa de Rugby Union  |
| 14      | Estádio Ciudad de La Plata    | 53.000     | La Plata       | Argentina     | Algumas Partidas da Seleção Argentina de Rugby Union |
| 15      | Suncorp Stadium               | 52.500     | Brisbane       | Austrália     | Reds                                                 |